# خورخه پومبو
خورخه پومبو (انگلیسی: Jorge Pombo؛ زادهٔ ۲۲ فوریهٔ ۱۹۹۴) بازیکن فوتبال اهل اسپانیا است.
از باشگاه‌هایی که در آن بازی کرده‌است می‌توان به باشگاه فوتبال کادیس، باشگاه فوتبال رئال اویدو، و باشگاه فوتبال رئال ساراگوسا اشاره کرد.